# Montagne verdi/Tu insieme a lei
Montagne verdi/Tu insieme a lei è il quarto singolo di Marcella, pubblicato su vinile a 45 giri nel febbraio 1972.
In Montagne verdi partecipa come corista, in quanto componente dei coristi 3+3 di Paola Orlandi, Eugenio Finardi.
Il brano fu presentato al 22º Festival di Sanremo arrivando in finale. Nonostante il non esaltante 7º posto della classifica finale sarà, insieme con Jesahel dei Delirium, il singolo più venduto di quell'edizione, con oltre 500˙000 copie vendute.

## Tracce
Lato A
- Montagne verdi - 3:11 - (Giancarlo Bigazzi - Gianni Bella)

Lato B
- Tu insieme a lei - 3:51 - (Gianni Bella)

## Classifiche
| Classifica (1972) | Posizione massima |
| ----------------- | ----------------- |
| Italia            | 1                 |

## Cover
- 1973 - Rita Pavone 45 giri in francese con il titolo Vertes collines, testo di Michel Mallory, (RCA Victor, 40.005), nell'album Rita Pavone (RCA Victor, 443.044), pubblicato in Francia.
- 2011 - Laura Freddi nella compilation Megasummer Compilation Vol. 4 (Baracca Edizioni Musicali).

## Nella cultura di massa
- Il brano è utilizzato, con testi diversi, da numerose tifoserie di squadre di calcio. I primi ad adottare la canzone per supportare la propria squadra sono stati i tifosi dell'Hellas Verona in una trasferta ad Avellino.[4]
- La canzone è stata utilizzata nel 2025 dalla società di calcio Bayern Monaco per il nuovo inno realizzato in occasione del 125º anniversario della fondazione del club, con il testo che riprende un coro della Sudkurve ma mantiene il ritornello in italiano.[4]